# Aeroportul Oshima
Aeroportul Oshima (IATA: OIM, ICAO: RJTO) este un aeroport din Oshima, Ōshima Subprefecture⁠(d), Tōkyō, Japonia ce deservește zona Ōshima Subprefecture⁠(d). Aeroportul a fost tranzitat în decembrie 2020 de 1.660 de pasageri. A fost deschis în 1 iunie 1964.
Situat la o altitudine de 38 m, aeroportul dispune de o singură pistă. Este operat de Tokyo Metropolitan Government Bureau of Port and Harbor‎⁠(d).